# Kirk Maltby
Kirk Maltby (Guelph, 22 dicembre 1972) è un ex hockeista su ghiaccio e dirigente sportivo canadese che ha giocato come attaccante nella National Hockey League con gli Edmonton Oilers e i Detroit Red Wings. Ritiratosi dall'attività agonistica svolge il ruolo di scout per i Red Wings.

## Carriera

### Club
Maltby trascorse la sua carriera giovanile con la maglia degli Owen Sound Platers nella OHL, squadra con cui rimase per tre stagioni ricoprendo nell'ultimo anno il ruolo di capitano. Nel Draft 1992 fu scelto al terzo giro in sessantacinquesima posizione assoluta dagli Edmonton Oilers. Maltby trascorse il suo primo anno da professionista presso i Cape Breton Oilers, formazione affiliata della AHL. Debuttò in NHL nella stagione 1993-94 disputando 68 incontri con 11 reti e 8 assist conquistati. Rimase con la maglia degli Oilers per altri due anni prima di trasferirsi ai Detroit Red Wings, a metà della stagione 1995-96, in cambio del difensore Dan McGillis.
Maltby vestì la casacca dei Red Wings per 14 stagioni, conquistando quattro titoli della Stanley Cup (1997, 1998, 2002 e 2008). Nel corso degli anni insieme ai compagni di squadra Kris Draper, Darren McCarty e Joe Kocur formò la cosiddetta "Grind Line". Sebbene Maltby fosse stato nel campionato giovanile un attaccante prolifico, in NHL non superò mai i traguardi di più di 20 reti e 40 punti a stagione. Tuttavia assunse la fama di giocatore tenace in difesa, forte nei contrasti fisici e capace di conquistare delle penalità per gli avversari. La sua miglior stagione dal punto di vista realizzativo fu quella 2002-03, al termine della quale Maltby stabilì i propri primati per numero di reti (14), di assist (23), di punti (37) e di minuti di penalità (91).
Il 27 febbraio 2009 Maltby disputò la gara numero 1.000 in NHL nel successo dei Red Wings contro i Los Angeles Kings per 2-1 alla Joe Louis Arena di Detroit. Il 12 ottobre 2010 Maltby annunciò ufficialmente il ritiro dall'attività agonistica. Lo stesso giorno annunciò di aver raggiunto un accordo con la dirigenza dei Detroit Red Wings per diventare nuovo pro scout della franchigia.

### Nazionale
Dopo che i Red Wings furono eliminati al primo turno dei playoff 2003 Maltby si unì al gruppo della nazionale canadese in vista del campionato mondiale in Finlandia, conquistando la medaglia d'oro. L'anno successivo invece pur non giocando un incontro vinse la World Cup of Hockey. Concluse la sua esperienza con la nazionale nel 2005 con un argento ai mondiali.

## Palmarès

### Club
- Calder Cup: 1

Cape Breton: 1992-1993
- Stanley Cup: 4

Detroit: 1996-1997, 1997-1998, 2001-2002, 2007-2008

### Nazionale
- Campionato mondiale di hockey su ghiaccio: 1

Finlandia 2003
- World Cup of Hockey: 1

Canada 2004